# (7435) Sagamihara
(7435) Sagamihara (1994 CZ1) – planetoida z pasa głównego asteroid okrążająca Słońce w ciągu 3,45 lat w średniej odległości 2,28 j.a. Odkryta 8 lutego 1994 roku.